# Martin Linge
Martin Jensen Linge (Norddal, 11 dicembre 1894 – Måløy, 27 dicembre 1941) è stato un attore e militare norvegese.
Durante la seconda guerra mondiale divenne Comandante della Kompani Linge (definita NORIC1 o Norisen dai norvegesi), formata nel marzo 1941 per le operazioni per conto dello Special Operations Executive britannico. Fu ucciso durante l'Operazione Archery, un raid delle Operazioni Combinate Britanniche contro le posizioni militari tedesche sull'isola di Vågsøy. Successivamente, l'unità che aveva guidato fu chiamata Kompani Linge in suo onore e gli fu conferita la più alta decorazione militare norvegese per il valore, la Croce di Guerra con spada.

## Filmografia parziale
- Den nye lensmanden, regia di Leif Sinding (1926)
- Bør Børson Jr., regia di Toralf Sandø e Knut Hergel (1938)
- Gjest Baardsen, regia di Tancred Ibsen (1939)